# Marietta Zanfretta

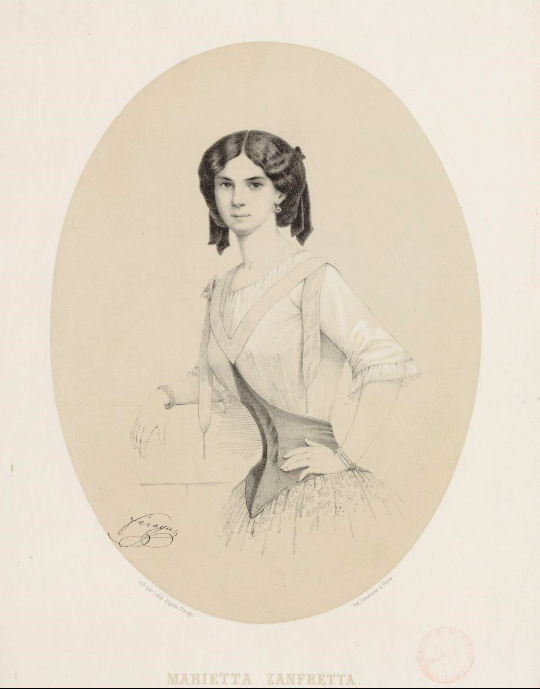
Marietta Zanfretta (1850)

Marietta Zanfretta, de nacimiento Marie Catherine Charlotte Marietta Zanfretta (Venecia, 31 de agosto de 1832-Nueva York, 8 de febrero de 1898), más conocida como Madame Siegrist, fue una bailarina de cuerda floja, artista y empresaria circense italiana. Tuvo éxito en Estados Unidos, fue considerada como una de las mejores bailarinas de cuerda floja del mundo y en sus espectáculos utilizaba en los pies zapatillas de ballet, una hazaña poco común en su época.

## Trayectoria
Nació en 1832 en Venecia, Imperio austríaco en Italia, en una familia de equilibristas y acróbatas del norte de ese país. Sus padres eran Jeanne Giovanna, de soltera Catania (1814-1875), y el acróbata, Barthélémy Bartholomé Bartholoméo Zanfretta (1809-1893). Cuando era niña recibió formación en cuerda floja, acrobacia y ballet. Actuó con sus padres y hermanos en varios circos en Europa, incluido el Cirque Franconi de París.
En 1852 estuvo en Estados Unidos, donde apareció como jinete destacada con E. F. y J. Mabie's Circus antes de actuar para Den Stone's Circus en 1854. Aproximadamente en 1855, junto a su padre, fue contratada como parte de las artistas de la Ravel Troupe, de Antoine Ravel (1812-1872), con quien Zanfretta también tenía un número en solitario. Rápidamente se hizo popular entre el público por su habilidad en la cuerda floja en la que actuaba en punta, además de hacer piruetas y saltos mortales. Para la Ravel Troupe, la familia Zanfretta realizó 300 funciones en el Niblo's Garden de Nueva York entre 1857 y 1859. Las articulaciones de su padre comenzaron a endurecerse por la edad y, al verlo incapaz de actuar, regresaron a París, donde Zanfretta, debido a su físico, se convirtió en modelo de artistas.
Después de terminar su contrato con Ravel, Zanfretta apareció en espectáculos de variedades y teatros donde realizó su característico descenso en la cuerda floja. Realizó una gira por los Estados Unidos con las compañías Caron y Ravel, que incluían a los trapecistas François y Auguste Siegrist, y, en 1858, actuó en el Boston Theatre de Boston. Ese año sufrió una fuerte caída de la que pronto se recuperó y volvió a actuar. Con la Zanfretta Troupe también actuó en varios circos en los Estados Unidos, incluido un acto ecuestre en el que bailaba y se balanceaba sobre el lomo de un caballo mientras éste daba vueltas alrededor de la pista. También actuó con sus hermanos, y el payaso Alexander Zanfretta (1830-1899) aparecía regularmente con ella en los carteles.

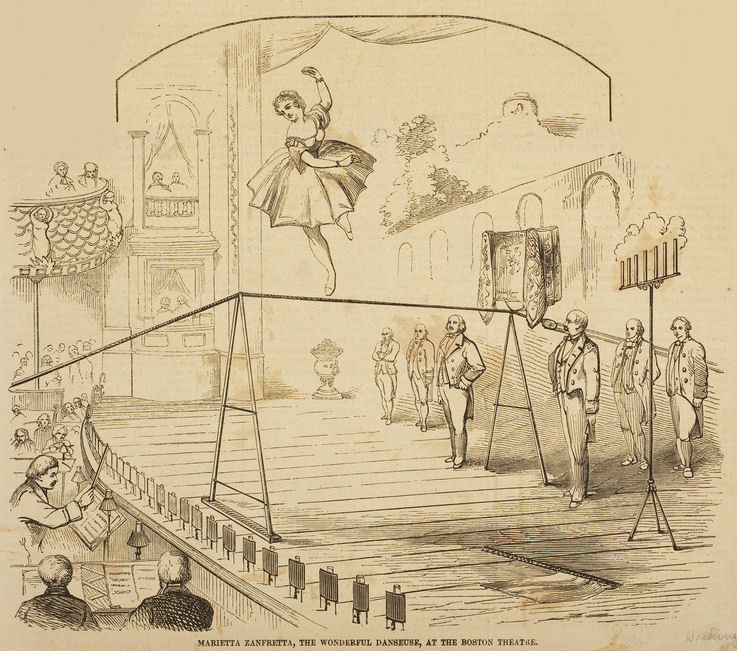
Marietta Zanfretta actuando en el Boston Theatre - dibujo de Benjamin Champney para Ballou's Pictorial (1858)

De su actuación en el Boston Theatre de Boston en 1858, Ballou's Pictorial informó:
MARIETTA ZANFRETTA, LA CELEBRADA BAILARINA DE LA CUERDA

El diseño que se presenta en esta página fue esbozado para nosotros por el Sr. Champney, desde uno de los palcos del proscenio del Boston Theatre, durante la actuación de Marietta Zanfretta, ahora adscrita a la Ravel Troupe, y una de las más grandes bailarinas de cuerda floja del mundo. La Zanfretta es muy joven – sólo veintiún años – y muy bonita, con esos ojos italianos negros y brillantes que te atraviesan como una flecha. Su forma es exquisitamente simétrica, y si bien los ejercicios de su especialidad han fortalecido sus músculos, no han menoscabado su gracia. Sus movimientos son tan ágiles como los de una pantera. Nunca utiliza la barra de equilibrio, sino que se sostiene sobre la cuerda sin ninguna ayuda adicional.
Realiza las mismas hazañas en la cuerda floja, lo que nos parece sorprendente en una bailarina en suelo firme. Corre hacia adelante y hacia atrás, gira con increíble rapidez, baila sobre la cuerda, se apoya en la punta de un dedo del pie, desciende por el ángulo de la cuerda hasta el parterre y vuelve a ascender inquebrantable y sin miedo. De hecho, sus acciones no tienen paralelo. Ella, como Madame Saqui, habría subido del escenario a la galería si la dirección se lo hubiera permitido.
Zanfretta es veneciana de nacimiento. Sus padres son también acróbatas, y sus primeros pasos fueron sobre la cuerda. Solo así se podría haber alcanzado tal confianza, tranquilidad y gracia. Los grandes teatros de la Europa continental han sido escenario de sus ambiciones y exhibiciones triunfantes, y fue la estrella del Franconi's, en París. Debutó en este país en Niblo's y generó el mayor entusiasmo con sus actuaciones. Su primera aparición en Boston fue un completo triunfo. La primera vista de sus actuaciones crea una sensación incómoda de peligro extremo, pero su perfecto aplomo y dominio de sí misma pronto destierran ese sentimiento, y la ansiedad se pierde en la admiración por la maravillosa y mágica exhibición.

 Sin duda, la extraordinaria habilidad de Zanfretta se debe en parte a que proviene de una raza de bailarines de cuerda, ya que la aptitud para determinados ejercicios es incuestionablemente transmisible, y es muy posible que sea todo heredado.
Entre 1859 y 1860 actuó con Orton & Older.  En 1860 actuó para Gilbert R. Spalding y Charles J. Rogers en el Bowery Theatre de Nueva York, y estuvo de gira con ellos en 1861. En esa época la describieron así: "La señorita Marietta Zanfretta, bailarina de cuerda veneciana, demostró ser la estrella más brillante de la Ravel Troupe durante su última visita a América. Esta talentosa joven exhibe de manera notable la gracia, la belleza y la elegancia por las cuales su país natal ha sido celebrado, mientras que sus maravillosas hazañas en la cuerda floja, sin la ayuda de una barra de equilibrio, desconciertan y despiertan la admiración de miles de personas reunidas en los teatros del viejo y nuevo mundo".  En Leavenworth, Kansas, el periódico local la describió como "un milagro de gracia y habilidad en la cuerda floja", el público aplaudía incluso cuando algunas actuaciones le salían mal. En una ocasión, cuando sufrió una leve caída del cable, los periódicos lo contaron así: "La caída de la bella Marietta Zanfretta de la cuerda al parquette, fue superada con tanta gracia y habilidad por la encantadora bailarina, que la simpatía y el aplauso del gran público le fueron otorgados, tan ruidosamente que, de hecho, tenemos la persistente sospecha de que la caída fue intencionada, como si fuera otro golpe de estado francés de esta Napoleón de los equilibristas, para tomar la casa por asalto".
En 1862 actuó con la compañía Ravel en el Teatro Nacional de Boston. En 1863 se anunció que cruzaría las Cataratas del Niágara caminando sobre la cuerda floja. En 1864 se presentó en el Equescurriculum de Cuaresma y en el Hippotheatron de Nueva York. En noviembre de 1865 actuó en la Ópera de Tony Pastor en Nueva York. En el invierno de 1865 a 1866 actuó en el Circo Nacional en el New American Theatre de Filadelfia.
Con su hermano Alexander, su marido François 'Frank' Laurens Prosper Siegrist (1828-1878) trapecista, payaso, gimnasta y acróbata francés a quien conoció en Nueva Orleans, y su cuñado Auguste formaron una compañía itinerante de pantomima y acróbatas. En 1866, la Troupe Zanfretta, se hizo cargo del arrendamiento del Teatro Olímpico de Nueva Orleans. En 1871 actuó con Van Amburgh & Co.
Tuvo a su hija Léopoldine Anneta Siegrist (1863-1919) con su marido, y adoptaron a varios niños del Asilo de Expósitos de Nueva York a quienes entrenaron para formar un grupo juvenil de acróbatas: Fanny Siegrist; Blanche Siegrist; William 'Willie' Siegrist; Thomas 'Toto' Siegrist y Louis Siegrist. Durante un espectáculo, uno de los bebés reemplazó el globo que tradicionalmente giraban los pies del acróbata hasta que la Sociedad para la Prevención de la Crueldad contra los Niños de Nueva York se abalanzó sobre el acto y el bebé fue reemplazado por el globo. Los niños fueron retirados del espectáculo hasta que fueron más mayores. Años después, los niños actuaron como los "Tres Hermanos Siegrist", pero solo eran hermanos por adopción. En 1878 su marido murió por problemas cardíacos en París.
En 1883, Zanfretta se casó con François 'Frank' Victor Kenebel en Nueva York. Más tarde, formó su propia compañía familiar con su hija y sus hijos adoptivos y continuó actuando en público hasta 1880, cuando hizo su última aparición con Orrin Bros, en La Habana. En esa actuación sufrió una caída que la convenció de que había llegado el momento de abandonar su carrera acrobática.
Zanfretta murió el 8 de febrero de 1898 en Nueva York. Le sobrevivieron su esposo y sus hijos.